# Europäisches Forum der Einlagensicherer
Das Europäische Forum der Einlagensicherer (EFDI, offiziell: European Forum of Deposit Insurers) ist eine internationale Vereinigung ohne Gewinnerzielungsabsicht mit dem Ziel der Förderung der europäischen Zusammenarbeit und des Austauschs über regulatorische Fragestellungen in den Bereichen Einlagensicherung, Anlegerentschädigung und Krisenbewältigung (Sanierung und Liquidation von Kreditinstituten).

## Über EFDI
Das Europäische Forum der Einlagensicherer (European Forum of Deposit Insurers - EFDI) wurde 2002 mit Unterstützung der Europäischen Kommission gegründet. 25 Gründungsmitglieder vereinbarten dabei eine gemeinsame Plattform für den gegenseitigen Informationsaustausch. Im Juni 2007 wurde EFDI in die Rechtsform einer internationalen Vereinigung ohne Gewinnerzielungsabsicht nach belgischem Recht (Association international sans but lucratif - AISBL) überführt, nachdem die Europäische Kommission dem Verband bedeutet hatte, dass dies für die Zusammenarbeit mit den europäischen Institutionen von Vorteil wäre.
Der Sitz befindet sich in Brüssel (B-1000 Brüssel, 56 Avenue des Arts, Belgien). Das Büro des EFDI Generalsekretärs befindet sich in Budapest (House of Business, Office 113, Szechenyi Istvan Ter 7-8, 1051 Budapest, Ungarn).
EFDI repräsentiert 68 Vollmitglieder und assoziierte Mitglieder aus insgesamt 49 europäischen Staaten. EFDI unterhält enge Arbeitsbeziehungen mit führenden europäischen und internationalen Organisationen, insbesondere mit der Europäischen Kommission, der Europäischen Zentralbank (EZB), der Europäischen Bankenaufsichtsbehörde (EBA), dem Einheitlichen Abwicklungsausschuss (SRB), der Weltbank, dem Internationalen Währungsfonds (IWF), dem European Financial Services Roundtable (EFSR), der European Banking Federation (EBF) und der International Association of Deposit Insurers (IADI), ebenso wie mit Hochschulen.

## Ziele
Hauptaufgabe ist es, zur Stabilität von Finanzsystemen beizutragen durch:
- Stärkung der Rolle der Einlagensicherungssysteme (DGS) und Förderung der europäischen Zusammenarbeit im Bereich der Einlagensicherung
- Stärkung der Rolle der Anlegerentschädigungssysteme (ICS) und Förderung der europäischen Zusammenarbeit auf dem Gebiet der Anlegerentschädigung
- Förderung der europäischen Zusammenarbeit im Bereich der Abwicklung von Finanzdienstleistungsunternehmen
- Erleichterung der Diskussion und des Austauschs von Fachwissen und Informationen über Fragen von gemeinsamem Interesse und Belang.

## Gremien

### Generalversammlung
Die Generalversammlung setzt sich aus allen EFDI-Mitgliedern zusammen. Jedes Mitglied wird in der Generalversammlung durch einen Delegierten vertreten. Jedes Vollmitglied hat eine Stimme.
Assoziierte Mitglieder haben das Recht, an der Generalversammlung ohne Stimmrecht teilzunehmen.

### Vorstand
EFDI wird von einem Vorstand geführt, der aus mindestens fünf und bis zu sieben Mitgliedern besteht, die Delegierte der Vollmitglieder sind. Der Vorstand wird ergänzt durch einen Delegierten der assoziierten Mitglieder, den Beobachter der assoziierten Mitglieder. Der Vorsitzende des Vorstands vertritt EFDI nach außen.
Mindestens vier Mitglieder des Vorstands müssen Delegierte von Vollmitgliedern sein, die in einem Mitgliedstaat des Europäischen Wirtschaftsraums ansässig sind („EU-Vollmitglieder“), und mindestens ein Mitglied muss Delegierter eines Vollmitglieds sein, das kein EU-Vollmitglied ist.
Der Vorstand kann ständige und ad-hoc Arbeitsgruppen einsetzen, die sich mit bestimmten Aspekten der Einlagensicherung und der Anlegerentschädigung auseinandersetzen und dazu Positionspapiere erarbeiten, die dem Vorstand und der Generalversammlung vorzulegen sind.
Derzeit (2022) bestehen folgende Arbeitsgruppen:
- Affiliation of Micro-European States Working Group (AMES)
- Banking Union Working Group
- Cross Border Working Group
- D3I Working Group
- Financial Technology Working Group
- Stresstest Working Group
- Public Relations and Communications Committee
- Investor Compensation Schemes Working Group
- Research Working Group

### EU-Komitee
Das EU-Komitee ist das wichtigste Arbeitsgremium von EFDI. Anders als alle anderen Komitees und Arbeitsgruppen ist es ein satzungsmäßiges Organ. Im EU-Komitee sind alle Mitglieder aus den EU-Mitgliedsstaaten vertreten. Nicht-EU-Mitglieder können als Observer an den Treffen des Komitees teilnehmen.
Das EU-Komitee vertritt die Interessen von EFDI gegenüber der Europäischen Kommission, dem Europäischen Parlament, dem Rat der Europäischen Zentralbank, der Europäischen Bankenaufsicht und anderen EU-Institutionen oder mit diesen in Verbindung stehenden Einrichtungen. Seine Hauptaufgabe ist die Erarbeitung von EFDI-Stellungnahmen und Positionen zu Gesetzgebungsvorhaben der Europäischen Union zur Einlagensicherung.

### EU Management Executive
Das EU-Komitee wird von der EU Management Executive („EUME“) geleitet, die sich aus drei bis fünf ordentlichen Mitgliedern des EU-Ausschusses zusammensetzt, von denen eines der Vorstandsvorsitzende ist. Der Generalsekretär nimmt an den Sitzungen der EUME teil.

## Mitgliedschaft
EFDI hat zwei Formen der Mitgliedschaft: Vollmitglieder und assoziierte Mitglieder. Internationale Organisationen haben Beobachterstatus.

### Vollmitglieder
- Albanien - Deposit Insurance Agency of Albania (ADIA)
- Armenien - Deposit Guarantee Fund of Armenia (ADGF)
- Aserbaidschan - Azerbaijan Deposit Insurance Fund (ADIF)
- Belgien - Garantiefonds/Fonds de Garantie
- Bosnien und Herzegowina - Deposit Insurance Agency (DIA)
- Bulgarien - Bulgarian Deposit Insurance Fund (BDIF)
- Dänemark - The Danish Guarantee Fund for Depositors and Investors managed by the Financial Stability Company
- Deutschland - Bundesverband deutscher Banken e.V. Einlagensicherungsfonds
- Deutschland - Entschädigungseinrichtung deutscher Banken GmbH
- Deutschland - Deutsche Sparkassen und Giroverband Sicherungseinrichtung (DSGV)
- Deutschland - Sicherungseinrichtung des Bundesverbandes der Deutschen Volksbanken und Raiffeisenbanken e.V. (BVR)
- Estland - Tagatisfond
- Finnland - Talletussuoja Suomessa
- Frankreich - Fonds de Garantie des Dépôts et de Résolution (FGDR)
- Gibraltar - Gibraltar Financial Services Commission
- Griechenland - Hellenic Deposit and Investment Guarantee Fund (TEKE)
- Großbritannien - Financial Services Compensation Scheme (FSCS)
- Island - Icelandic Depositors and Investor Guarantee Fund (TIF)
- Irland - Irish Deposit Protection Scheme
- Italien - Bond Holders Guarantee Fund of Cooperative Credit Banks
- Italien - Fondo Di Garanzia dei Depositanti (FGD);
- Italien - Interbank Deposit Protection Fund (FITD)
- Jersey - Finance Industry Development - Economic Development
- Isle of Man - Isle of Man Depositors’ Compensation Scheme
- Kosovo - Deposit Insurance Fund (FSDK)
- Kroatien - State Agency for Deposit Insurance and Bank Resolution
- Lettland - Financial and Capital Market Commission of Latvia
- Liechtenstein – Einlagensicherungs- und Anlegerschutz-Stiftung SV (EAS)
- Litauen - Indėlių ir investicijų draudimas
- Luxemburg – Association Pour La Garantie Des Dépôts Luxembourg (ABBL)
- Luxemburg - Fonds de Garantie des Dépôts Luxembourg (FGDL)
- Malta - Depositor Compensation Scheme c/o Malta Financial Services Authority
- Mazedonien - Deposit Insurance Fund Republic of Macedonia
- Montenegro - Deposit Protection Fund
- Niederlande - De Nederlansche Bank - Nederlandse Depositogarantie
- Norwegen - Bank Guarantee Fund
- Österreich - Einlagensicherung AUSTRIA (ESA)
- Österreich - Österreichische Raiffeisen Sicherungseinrichtung
- Polen - Bank Guarantee Fund (BFG)
- Portugal - Deposit Guarantee Fund
- Portugal - Fundo de Garantia de Depósitos
- Rumänien - Bank Deposit Guarantee Fund
- Russland - Deposit Insurance Agency
- San Marino - Central Bank
- Schweden - Riksgälden / Deposit Guarantee Board
- Schweiz - esisuisse
- Serbien - Deposit Insurance Agency
- Slowakei - Deposit Protection Fund
- Slowenien - Banka Slovenije
- Spanien - Fondo de Garantía de Depósitos de Entidades de Crédito (FGD)
- Tschechien - Financial Market Guarantee System
- Türkei - Savings Deposit Insurance Fund
- Ukraine - Bank Deposit Guarantee Fund (DGF)
- Ungarn - National Deposit Insurance Fund of Hungary (NDIF)
- Zypern - Deposit Protection Scheme

### Assoziierte Mitglieder
- Bulgarien - Investor Compensation Fund
- Finnland - The Finnish Deposit Guarantee Fund - Federation of Finnish Financial Services
- Irland - The Investor Compensation Company Limited
- Italien - National Guarantee Fund
- Kroatien - Central Depository & Clearing Company Inc.
- Norwegen - Norwegian Investor Compensation Scheme
- Rumänien - Investor Compensation Fund
- Tschechien - Securities Brokers Guarantee Fund
- Türkei - Turkish Investor Compensation Center
- Ungarn - Investor Protection Fund

### Beobachter
Folgende Organisationen haben Beobachterstatus:
- Bank für Internationalen Zahlungsausgleich
- EFR - European Financial Services Round Table
- Europäische Bankenaufsichtsbehörde
- Europäische Kommission
- Europäische Kommission - Gemeinsame Forschungsstelle
- Europäische Zentralbank
- European Bank for Reconstruction and Development
- European Banking Federation
- International Association of Deposit Insurers
- Internationaler Währungsfonds
- Weltbank
- World Savings Banks Institute aisbl / European Savings Banks Group aisbl[2]